# Zoe Fontana
Zoe Fontana   (Traversetolo, 16 de maig de 1911 - Roma, 31 d'octubre de 1978)

Va ser una modista i emprenedora, pionera de la moda italiana. Va fundar a Roma, juntament amb les seves germanes Micol i Giovanna, el taller d'alta costura Sorelle Fontana.

## Biografia
Zoe Fontana va néixer el 16 maig 1911 a Traversetolo, un poblet de la província de Parma. Filla de Giovanni Fontana i Amabile Dalcò, després de finalitzar l'escola primària, va començar a treballar, juntament amb les seves germanes Micol i Giovanna i altres joves aprenentes, a la satreria familiar, que Amabile Dalcò, la mare, gestionava amb un ritme de treball frenètic, sense cap remuneració, a canvi d'aprendre l'ofici. Al poble, Zoe  va conèixer Mario Montanarini, un restaurador de mobles apassionat de l'art,  amb el qual es va casar el 1934 i es van traslladar a França.
Després de viure dos anys a París i haver vist l'evolució de la moda, Zoe Fontana, va voler posar a la pràctica el que havia après i es va traslladar amb el marit a Roma. Eren els anys del feixisme italià, les germanes Micol i Giovanna, també van voler progressar en el seu ofic i van anar a viure amb la parella, compartint la precarietat d'un petit apartament. Micol va treballar en un taller de costura i Giovanna cosia a casa per encàrrec.
Zoé va trobar feina a la sastreria Zecca on, gràcies al seu talent,li van encarregar la confecció d'uns vestits de nit per a una de les clientes més importants. Malgrat això, l'any 1937, després del naixement del seu primer fill, va ser acomiadada, amb l'excusa de tenir poc rendiment, tot i que, els motius reals van ser l'embaràs i el puerperi.
Aviat va trobar un'altra feina a la sastreria Battilocchi,on va ascendir ràpidament. La seva la missió era la d'emprovar i retocar els vestits de les clientes d'alt llinatge, així va conèixer la reina Helena de Montenegro; consort del rei d'Itàlia Victor Manuel III. Aquell fet li va permetre entrar en contacte amb senyores importants, entre les quals hi havia Gioia Marconi Braga, filla del famós físic Guglielmo Marconi, que es va convertir en clienta habitual, acompanyada de les seves amigues de l'alta societat romana.
El 1943, amb Europa immersa en la Segona guerra mundial, Zoe Fontana es va independitzar i, juntament amb les seves germanes, va obrir el seu propi taller de moda a la Via Liguria. La clientela li va ser fidel i, al cap de poc, va poder ampliar el negoci i es van  traslladar a una casa de tres plantes, a prop de Via Veneto. Durant l'ocupació alemanya, llurs pares van tancar la sastreria de Traversetolo i es van traslladar a una casa de camp, a prop de Roma, on els cultius del seu hort van ser vitals per a la supervivència de la família i també, com a moneda de canvi, van servir per adquirir peces de roba i poder mantenir la producció del taller de costura.
Quan el 1947, Zoe va fundar l'empresa Sorelle Fontana, el seu taller es va convertir en una prestigiosa casa d'alta costura que va crear els vestuaris per a nombroses pel·lícules de Hollywood i va vestir les dames de la noblesa i les dives més famoses dels anys cinquanta, seixanta i setanta.El seu oncle Alberto Dalcò, estilista i sabater artesà, també es va traslladar a Roma i va obrir un negoci artesà de sabateria, bosses i complements que va ser molt valorat en el món de l'alta costura.
El 1951 van participar en la primera desfilada de moda organitzada a Florència pel noble Giovanni Battista Giorgini, promotor de la moda italiana i organitzador de les desfilades a la Sala Bianca de Palazzo Pitti. L'any 1953, juntament amb les seves germanes i altres grans noms de l'època (entre els quals Emilio Schuberth, Alberto Fabiani, Vincenzo Ferdinandi, Jole Veneziani, Giovannelli-Sciarra, Mingolini-Guggenheim, Eleonora Garnett), van contribuir a fundar el SIAM - Sindacato Italiano d'alta Moda.
El 1960 van introduir una línía "Prêt à porter" seguida del disseny i producció d'accessoris i complements. La perfecta sintonia entre les tres germanes i la funció que cadascuna va realitzar dins la empresa, va contribuir a situar-les entre les capdevanteres en el món de la l'alta costura de la seva època.
Zoe Fontana va morir el 31 octubre 1979. Després de la seva mort, es va iniciar la diversificació de la producció dins de l'empresa en funció de l'objectiu de cada producte.
Alguns dels seus models s'exhibeixen en el  Metropolitan Museum of Art de Nova York, Museu Metropolità de l'Art de San Francisco, Museu d'Art i vestuari de Venècia o la Biblioteca i Museu Presidencial Harry S. Truman.